# Майское сельское поселение (Крым)
Майское се́льское поселе́ние (укр. Майське сільське́ посе́лення, крымскотат. Mayskoye köy yurtu, Майское кой юрту) — муниципальное образование в Джанкойском районе Республики Крым Российской Федерации.
Административный центр — село Майское.

## География
Расположено в юго-восточной части Джанкойского района, в степной зоне полуострова, у границы с Нижнегорским и Красногвардейским районами.

## История
В 1929 году был образован сельсовет под названием Майфельдский, в 1945 году переименованный в Майский сельский совет.
Статус и границы Майского сельского поселения установлены Законом Республики Крым от 5 июня 2014 года № 15-ЗРК «Об установлении границ муниципальных образований и статусе муниципальных образований в Республике Крым».

## Население
| 2001  | 2014  | 2015  | 2016  | 2017  | 2018  | 2019  |
| ----- | ----- | ----- | ----- | ----- | ----- | ----- |
| 4741  | ↘3958 | ↗3965 | ↘3929 | ↘3881 | ↘3831 | ↘3779 |
| 2020  | 2021  |       |       |       |       |       |
| ↘3749 | ↘3480 |       |       |       |       |       |

## Состав сельского поселения
| № | Населённый пункт | Тип населённого пункта       | Население |
| - | ---------------- | ---------------------------- | --------- |
| 1 | Ближнее          | село                         | ↘345      |
| 2 | Ларино           | село                         | ↘292      |
| 3 | Майское          | село, административный центр | ↘2016     |
| 4 | Октябрь          | село                         | ↘923      |
| 5 | Полевое          | село                         | ↘382      |